# Gordiidae
Gordiidae é uma família de vermes cilíndricos e alongados do filo Nematomorpha. Seu aspeto é semelhante ao de fios de cabelo e muitos são parasitas de insetos.

## Géneros
- Acutogordius
- Gordius[1]